# Sonnet 154
Sonnet 154 o The little Love-god lying once asleep è il centocinquantaquattresimo e ultimo dei Sonnets di William Shakespeare.
The little Love-god lying once asleep

Laid by his side his heart-inflaming brand,

Whilst many nymphs that vow'd chaste life to keep

Came tripping by; but in her maiden hand

The fairest votary took up that fire

Which many legions of true hearts had warm'd;

And so the general of hot desire

Was sleeping by a virgin hand disarm'd.

This brand she quenched in a cool well by,

Which from Love's fire took heat perpetual,

Growing a bath and healthful remedy

For men diseased; but I, my mistress' thrall,
Came there for cure, and this by that I prove,
Love's fire heats water, water cools not love.

## Analisi del testo
Testo ispirato a una poesia attribuita all'autore greco Marcianus Scholasticus, come il 153, il Sonnet 154 introduce un motivo mitologico, altrimenti del tutto assente, nei Sonnets: Cupido e le ninfe.
Nell'ultimo testo dedicato alla dark lady, l'io mostra l'amore per lei come schiavitù; così si definisce al v. 12: I, my mistress' thrall, "Io, schiavo della mia donna".
Anche in questo sonetto, seppur meno esplicitamente che altrove, si percepisce la funzione immortalante della scrittura, che farà essere ricordata per sempre la donna amata.